# Clino-ferro-ferri-holmquistite
La clino-ferro-ferri-holmquistite (simbolo IMA: Cffhlm) è un rarissimo minerale del supergruppo dell'anfibolo, all'interno del quale viene collocato nel "gruppo degli anfiboli con W(OH,F,Cl)-dominante" e da lì al sottogruppo degli anfiboli di litio dove occupa un posto nel "gruppo contenente la radice clino-holmquistite nel nome"; essendo un anfibolo, appartiene agli inosilicati e pertanto alla famiglia minerale dei "silicati", e possiede composizione chimica ☐Li2(Fe2+3Fe3+2)Si8O22(OH)2.
La clino-ferro-ferri-holmquistite è definita con:
- catione ferro ferroso Fe2+ dominante in posizione C2+
- catione ferro ferrico Fe3+ dominante in posizione C3+
- anione idrossile OH dominante in posizione W.

## Etimologia e storia
La storia del nome di questo minerale è piuttosto articolata poiché inizialmente, nel 1998, era stato chiamato ferri-clinoholmquistite; successivamente è stata ribattezzato clino-ferri-holmquistite, per subire di nuovo un cambio di nome in sodic-ferri-clinoferroholmquistite e poi in ferri-clinoferroholmquistite nel 2003; infine, è approdato al suo nome attuale con la revisione della nomenclatura degli anfiboli del 2012.
Da notare che il nome clino-ferri-holmquistite è stato riutilizzato per la specie originariamente pubblicata come ferri-ottoliniite.

## Classificazione
La classica nona edizione della sistematica dei minerali di Strunz, aggiornata dall'Associazione Mineralogica Internazionale (IMA) fino al 2009, il minerale è elencato con il nome ferri-clinoferroholmquistite e viene collocato nella classe "9. Silicati (germanati)" e nella sottoclasse "9.D Inosilicati"; questa viene suddivisa più finemente in base alla struttura cristallina del minerale, in modo tale che la clino-ferro-ferri-holmquistite possa essere trovata nella sezione "9.DE Inosilicati con catene doppie di periodo 2, Si4O11; clinoanfiboli" dove forma il sistema nº 9.DE.05.
Questa classificazione rimane sostanzialmente invariata anche nell'edizione successiva, proseguita dal database "mindat.org" e chiamata Classificazione Strunz-mindat, nella quale la clino-ferro-ferri-holmquistite mantiene le stesse classe, sottoclasse e sezione, solo che viene smistata nel sistema nº 9.DE.25.
Nella Sistematica dei lapis (Lapis-Systematik) di Stefan Weiß la clino-ferro-ferri-holmquistite è elencata nella classe dei "silicati" e nella sottoclasse degli "inosilicati", dove si trova nel "gruppo degli anfiboli [con struttura] [Si4O11]6- a due bande; anfiboli Mg-Fe-Mn", dove forma il sistema nº VIII/F.07 insieme a cummingtonite, grunerite, clino-suenoite, clino-ferro-suenoite, clino-holmquistite e clino-ferri-holmquistite.
Anche la classificazione dei minerali secondo Dana, usata principalmente nel mondo anglosassone, elenca la clino-ferro-ferri-holmquistite nella famiglia dei "silicati", qui è nella classe degli "inosilicati: catene doppie non ramificate, W=2" e nella sottoclasse degli "inosilicati: catene doppie non ramificate, configurazione anfibolo W=2" dove forma il "gruppo 1, anfiboli con Mg-Fe-Mn-Li (monoclino)" con il sistema nº 66.01.01.

## Abito cristallino
La clino-ferro-ferri-holmquistite cristallizza nel sistema monoclino nel gruppo spaziale C2/m (gruppo nº 12) con le costanti di reticolo a = 9,462(6) Å, b = 17,898(9) Å, c = 5,302(3) Å e β = 101,88(4)°, oltre ad avere 2 unità di formula per cella unitaria.

## Origine e giacitura
La clino-ferro-ferri-holmquistite è stata trovata nell'episienite associata ad albite, pirosseno, quarzo e titanite. Si è formata per azione di fluidi acquei poco salini di origine non magmatica a temperature intorno a 520 °C e pressione fra 60 e 160 MPa sul granito porfiritico ricco di cordierite.
La clino-ferro-ferri-holmquistite è rarissima ed è stata trovata solo nella sua località tipo, Arroyo de la Yedra (40.77596°N 3.84264°W) presso Manzanares el Real (comunità di Madrid, Spagna).

## Forma in cui si presenta in natura
La clino-ferro-ferri-holmquistite è stata scoperta sotto forma di aggregati granoblastici di cristalli da subedrali a euedrali posti tra un grano e l'altro della roccia, oppure come microinclusioni.
Il minerale è traslucido con lucentezza vitrea; il colore è nero e quello del suo striscio è grigio.